# League of Legends Championship Series
League of Legends Championship Series (kurz: LCS) ist die nordamerikanische E-Sport-Profiliga in League of Legends (LoL). Dabei handelt es sich um ein Spiel aus dem MOBA-Genre, bei dem zwei Teams – bestehend aus jeweils fünf Spielern – gegeneinander antreten. Zu den Sponsoren der Liga zählen unter anderem Kia, Red Bull und die Erste Group.

## Bedeutung und Organisation
Organisiert und finanziert wird die LCS von Riot Games – dem Entwickler von League of Legends – in Zusammenarbeit mit der ESL. Die LCS wurde im August 2012 erstmals angekündigt; die Austragung begann im Februar 2013. Seit 2014 gibt es mit der NA Challenger Series auch eine offizielle „zweite Liga“ zur LCS. Über die Videostreaming-Plattformen Youtube, Twitch.tv und Azubu erreichte die LCS seit 2013 regelmäßig sechsstellige Zuschauerzahlen, mit über 500.000 Zuschauern zu Spitzenzeiten.
In Nordamerika spielten 2013 und 2014 jeweils acht Mannschaften. Seit 2015 ist die Anzahl auf jeweils zehn Teams erhöht worden. Die Saison ist in zwei Abschnitte (Splits) aufgeteilt: den Spring Split (etwa von Februar bis Mai) und den Summer Split (etwa von Juni bis September). Die Ergebnisse der Splits fungieren als Qualifikation für die im Herbst stattfindende und mit etwa 2 Millionen US-Dollar dotierte League of Legends World Championship.
Alle Teams erhalten für ihre Teilnahme von Riot Games einen deutlich fünfstelligen Dollar-Betrag pro Split. Während dieser Zeit spielen die Mannschaften exklusiv für die LCS und Riot-Partner und dürfen nicht an konkurrierenden Ligen und Turnieren teilnehmen. Die Teams sind verpflichtet, jedem ihrer fünf Spieler mindestens 12.500 Dollar Gehalt pro Split zu bezahlen. Zusätzlich werden erfolgsabhängige Preisgelder ausgeschüttet (je 100.000 Dollar pro Split).
Mit insgesamt über 8 Millionen Dollar war League of Legends 2013 der E-Sport-Titel mit dem höchsten ausgeschütteten Preisgeld. Laut Aussage von Riot Games refinanzieren sich diese Ausgaben trotz hoher Zuschauerzahlen zwar derzeit nicht vollständig, allerdings sind weitere Investments in den E-Sport für die kommenden Jahre vorgesehen, da sich Riot Games davon eine langfristige Bindung der Spielerschaft erhofft.
Im Juli 2013 vergab die Regierung der Vereinigten Staaten, erstmals im E-Sport, P-1A-Athleten-Visa an ausländische LCS-Spieler.
2019 wurde die NA LCS lediglich auf LCS eingekürzt, zeitgleich mit der EU LCS zur LEC.
Im Januar 2021 wurde infolge eines Rebrandings der LCS der Spring Split mit dem Summer Split zusammengefasst. Am Anfang des Jahres findet ein Lock-In Tournament statt, welches die Hauptseason nicht beeinflusst.

## Modus
Ein Split ist in eine Liga-Phase (Regular Season) und eine Playoff-Phase aufgeteilt. Während der Regular Season spielte bis 2014 jedes Team viermal gegen die anderen sieben Teams; insgesamt also 28 Spiele. Ab 2015 werden im Zuge der Erweiterung auf 10 Teams weniger Spiele gespielt. Jedes Team tritt nur noch zweimal gegen jedes andere an. Die Anzahl der Spiele in der Regular Season war also von 28 auf 18 reduziert. 2017 spielte jedes Team in der NA LCS in einem „Best of 3“ Format. Die Spiele finden gewöhnlich zwischen Donnerstag und Sonntag statt. Reguläre Austragungsorte waren ursprünglich Köln für die europäische und Los Angeles für die nordamerikanische LCS. Seit 2015 findet die LCS in Los Angeles statt.
Bis einschließlich 2014, wo es nur 8 Teams gab, qualifizierten sich die besten sechs Teams für die Playoffs. Die zwei besten erhielten direkt ein Freilos für das Halbfinale. Die Ränge 3–6 traten in zwei Viertelfinalpaarungen an. Es gab neben dem Finale ein kleines Finale um den dritten Platz und außerdem ein Duell der beiden Verlierer aus dem Viertelfinale. Das Team, welches hier erneut unterlag, musste sich, wie die beiden schlechtesten Teams auf den Rängen 7 und 8 auch, in einem Relegationsspiel gegen ein Team aus der Challenger Series behaupten, um nicht abzusteigen. Die Playoff-Paarungen werden seit dem Sommer 2014 alle im Best-Of-5 Modus abgehalten. Zuvor gab es im Viertel- und Halbfinale einen Best-Of-3 Modus. Seit 2015 gibt es einen direkten Abstieg für das letztplatzierte Team. Die Teams auf den Rängen 8 und 9 müssen eine Relegation spielen. Rang 7 hat nach der Regular Season Pause, während die Top 6, genau wie vorher auch schon, in den Playoffs antreten.
Das Siegerteam des Spring Split qualifiziert sich für ein im Frühjahr ausgetragenes Turnier. 2014 hieß es All-Star Tournament und seit 2015 Mid-Season Invitational. In diesem Turnier treten die jeweiligen Siegerteams der unterschiedlichen Ligen der ganzen Welt gegeneinander an. Nach dem Summer Split findet die mit rund mit 2 Millionen $ dotierte League of Legends World Championship statt. Hier qualifizieren sich jeweils drei Teams aus der LCS.
Es ist möglich, Spieler auszuwechseln oder von anderen Teams zu verpflichten, solange dabei bestimmte Regeln eingehalten werden. Spieler müssen nicht aus der Region kommen, in der sie antreten. So wechselte 2013 beispielsweise der russisch-armenische Spieler Edward „Edward“ Abgaryan vom europäischen LCS-Team Gambit Gaming zum nordamerikanischen LCS-Team Curse Gaming. Nachdem 2014 mit dem Team LMQ ein aus fünf chinesischen Spielern bestehendes Team in die nordamerikanische LCS einzog, führte Riot eine neue Regel ein, die den Teams nur noch zwei nicht-einheimische Spieler erlaubt. LMQ selbst wurde dadurch allerdings nicht eingeschränkt, weil Spieler, die durch die Regel bei der Einführung betroffen gewesen wären, bis zum Ende ihrer Teilnahme an der LCS wie einheimische Spieler behandelt werden. Dennoch verließen vier der Spieler das Team nach den World Championships, um in die Heimat zurückzukehren.

## Überblick
| Jahr | Saison | Finale Nordamerika   | Finale Nordamerika | Finale Nordamerika   |
| ---- | ------ | -------------------- | ------------------ | -------------------- |
| 2013 | Spring | Team SoloMid         | 3 : 2              | Good Game University |
| 2013 | Summer | Cloud 9              | 3 : 0              | Team SoloMid         |
| 2014 | Spring | Cloud 9              | 3 : 0              | Team SoloMid         |
| 2014 | Summer | Team SoloMid         | 3 : 2              | Cloud 9              |
| 2015 | Spring | Team SoloMid         | 3 : 1              | Cloud 9              |
| 2015 | Summer | Counter Logic Gaming | 3 : 0              | Team SoloMid         |
| 2016 | Spring | Counter Logic Gaming | 3 : 2              | Team SoloMid         |
| 2016 | Summer | Team SoloMid         | 3 : 1              | Cloud 9              |
| 2017 | Spring | Team SoloMid         | 3 : 2              | Cloud 9              |
| 2017 | Summer | Team SoloMid         | 3 : 1              | Immortals            |
| 2018 | Spring | Team Liquid          | 3 : 0              | 100 Thieves          |
| 2018 | Summer | Team Liquid          | 3 : 0              | Cloud 9              |
| 2019 | Spring | Team Liquid          | 3 : 2              | Team SoloMid         |
| 2019 | Summer | Team Liquid          | 3 : 2              | Cloud 9              |
| 2020 | Spring | Cloud 9              | 3 : 0              | FlyQuest eSports     |
| 2020 | Summer | Team SoloMid         | 3 : 2              | FlyQuest eSports     |
| 2021 | Spring | Cloud 9              | 3 : 2              | Team Liquid          |
| 2021 | Summer | 100 Thieves          | 3 : 0              | Team Liquid          |
| 2022 | Spring | Evil Geniuses        | 3 : 0              | 100 Thieves          |
| 2022 | Summer | Cloud 9              | 3 : 0              | 100 Thieves          |
| 2023 | Spring | Cloud 9              | 3 : 1              | Golden Guardians     |
| 2023 | Summer | NRG Esports          | 3 : 1              | Cloud 9              |
| 2024 | Spring | Team Liquid          | 3 : 1              | FlyQuest eSports     |
| 2024 | Summer | FlyQuest eSports     | 3 : 1              | Team Liquid          |

## Ergebnisse NA LCS

### 2013 Spring Split
| Platz | Team                 | Bilanz  |
| ----- | -------------------- | ------- |
| 1.    | Team SoloMid         | 21 - 7  |
| 2.    | Team Curse           | 19 - 9  |
| 3.    | Team Dignitas        | 17 - 11 |
| 4.    | Counter Logic Gaming | 13 - 15 |
| 5.    | Team Vulcun          | 12 - 16 |
| 6.    | Good Game University | 11 - 17 |
| 7.    | Team MRN             | 10 - 18 |
| 8.    | compLexity Gaming    | 09 - 19 |

| Platz | Team                 | Preisgeld/Auswirkungen                 |
| ----- | -------------------- | -------------------------------------- |
| 1.    | Team SoloMid         | 50.000 $                               |
| 2.    | Good Game University | 25.000 $, umbenannt in Team Coast      |
| 3.    | Team Vulcun          | 15.000 $                               |
| 4.    | Team Curse           | 10.000 $                               |
| 5./6. | Counter Logic Gaming | LCS-Platz verteidigt                   |
| 5./6. | Team Dignitas        | LCS-Platz verteidigt                   |
| 7./8. | Team MRN             | LCS-Platz verloren an Velocity eSports |
| 7./8. | compLexity Gaming    | LCS-Platz verloren an Cloud9           |

### 2013 Summer Split
| Platz | Team                 | Bilanz  |
| ----- | -------------------- | ------- |
| 1.    | Cloud9               | 25 - 3  |
| 2.    | Team Vulcun          | 20 - 8  |
| 3.    | Team SoloMid         | 14 - 14 |
| 4.    | Team Curse           | 13 - 15 |
| 5.    | Team Dignitas        | 13 - 15 |
| 6.    | Counter Logic Gaming | 13 - 15 |
| 7.    | Team Coast           | 09 - 19 |
| 8.    | Velocity eSports     | 05 - 23 |

| Platz | Team                 | Preisgeld/Auswirkungen                                 |
| ----- | -------------------- | ------------------------------------------------------ |
| 1.    | Cloud9               | 50.000 $, qualifiziert für die WM                      |
| 2.    | Team SoloMid         | 25.000 $, qualifiziert für die WM                      |
| 3.    | Team Vulcun          | 15.000 $, qualifiziert für die WM, umbenannt in XDG    |
| 4.    | Team Dignitas        | 10.000 $                                               |
| 5.    | Counter Logic Gaming |                                                        |
| 6.    | Team Curse           | LCS-Platz verteidigt.                                  |
| 7./8. | Team Coast           | LCS-Platz verteidigt.                                  |
| 7./8. | Velocity eSports     | übernommen von Evil Geniuses.NA, LCS-Platz verteidigt. |

### 2014 Spring Split
| Platz | Team                 | Bilanz  |
| ----- | -------------------- | ------- |
| 1.    | Cloud9               | 24 - 4  |
| 2.    | Team SoloMid         | 22 -6   |
| 3.    | Counter Logic Gaming | 18 - 10 |
| 4.    | Team Dignitas        | 12 - 16 |
| 5.    | Curse                | 11 - 17 |
| 6.    | Team Coast           | 10 - 18 |
| 7.    | Evil Geniuses        | 08 - 20 |
| 8.    | XDG Gaming           | 07 : 21 |

| Platz | Team                 | Preisgeld/Auswirkungen                         |
| ----- | -------------------- | ---------------------------------------------- |
| 1.    | Cloud9               | 50.000 $, qualifiziert für das Allstar-Turnier |
| 2.    | Team SoloMid         | 25.000 $                                       |
| 3.    | Counter Logic Gaming | 15.000 $                                       |
| 4.    | Curse                | 10.000 $                                       |
| 5.    | Team Dignitas        |                                                |
| 6.    | Team Coast           | LCS-Platz verloren an compLexity               |
| 7./8. | Evil Geniuses        | LCS-Platz verteidigt.                          |
| 7./8. | XDG Gaming           | LCS-Platz verloren anLMQ                       |

| Auszeichnung         |                        | Team         | Rolle   |
| -------------------- | ---------------------- | ------------ | ------- |
| MVP (Regular Season) | Søren „Bjergsen“ Bjerg | Team SoloMid | Midlane |
| MVP (Playoffs)       | Hai „Hai“ Du Lam       | Cloud9       | Midlane |

### 2014 Summer Split
| Platz | Team                 | Bilanz  |
| ----- | -------------------- | ------- |
| 1.    | Cloud9               | 18 - 10 |
| 2.    | LMQ                  | 18 - 10 |
| 3.    | Team SoloMid         | 16 - 12 |
| 4.    | Curse                | 13 - 15 |
| 5.    | Counter Logic Gaming | 13 - 15 |
| 6.    | Team Dignitas        | 13 - 15 |
| 7.    | Evil Geniuses        | 11 - 17 |
| 8.    | compLexity           | 10 - 18 |

| Platz | Team                 | Preisgeld/Auswirkungen                                       |
| ----- | -------------------- | ------------------------------------------------------------ |
| 1.    | Team SoloMid         | 50.000 $, qualifiziert für die WM                            |
| 2.    | Cloud9               | 25.000 $, qualifiziert für die WM                            |
| 3.    | LMQ                  | 15.000 $, qualifiziert für die WM, umbenannt in Team Impulse |
| 4.    | Curse                | 10.000 $, fusioniert mit Team Liquid                         |
| 5.    | Team Dignitas        |                                                              |
| 6.    | Counter Logic Gaming | LCS-Platz verteidigt                                         |
| 7./8. | Evil Geniuses        | LCS-Platz verteidigt, umbenannt in Winterfox                 |
| 7./8. | compLexity           | LCS-Platz verloren anTeam 8                                  |

| Auszeichnung         |                        | Team         | Rolle   |
| -------------------- | ---------------------- | ------------ | ------- |
| MVP (Regular Season) | Yu „XiaoWeiXiao“ Xian  | LMQ          | Midlane |
| MVP (Playoffs)       | Søren „Bjergsen“ Bjerg | Team SoloMid | Midlane |

Sieger des Expansion Tournaments:
- Team Coast
- Curse Academy (anschließend umbenannt in Team Gravity)

### 2015 Spring Split
| Platz | Team                 | Bilanz  |
| ----- | -------------------- | ------- |
| 1.    | Team SoloMid         | 13 - 5  |
| 2.    | Cloud9               | 12 - 6  |
| 3.    | Counter Logic Gaming | 12 - 6  |
| 4.    | Team Impulse         | 11 - 7  |
| 5.    | Team Gravity         | 10 - 8  |
| 6.    | Team Liquid          | 09 - 9  |
| 7.    | Team 8               | 09 - 9  |
| 8.    | Winterfox            | 07 - 11 |
| 9.    | Team Dignitas        | 06 - 12 |
| 10.   | Team Coast           | 01 - 17 |

| Platz | Team                 | Preisgeld/Auswirkungen                                |
| ----- | -------------------- | ----------------------------------------------------- |
| 1.    | Team SoloMid         | 50.000 $, Qual. für das Mid-Season Invitational 2015  |
| 2.    | Cloud9               | 25.000 $                                              |
| 3.    | Team Liquid          | 15.000 $                                              |
| 4.    | Team Impulse         | 10.000 $                                              |
| 5./6. | Counter Logic Gaming |                                                       |
| 5./6. | Team Gravity         |                                                       |
| 7.    | Team 8               |                                                       |
| 8.    | Winterfox            | Relegation, LCS-Platz verloren an Team Dragon Knights |
| 9.    | Team Dignitas        | Relegation, LCS-Platz verteidigt                      |
| 10.   | Team Coast           | Direkter Abstieg, LCS-Platz geht an Enemy eSports     |

| Auszeichnungen |                          | Team         | Position |
| -------------- | ------------------------ | ------------ | -------- |
| MVP            | Søren „Bjergsen“ Bjerg   | Team SoloMid | Midlane  |
| Bester Rookie  | Lucas „Santorin“ Kilmer  | Team SoloMid | Jungle   |
| Bester Trainer | Choi „Locodoco“ Yoon-sub | Team SoloMid |          |

### 2015 Summer Split
| Platz | Team                 | Bilanz  |
| ----- | -------------------- | ------- |
| 1.    | Team Liquid          | 13 - 5  |
| 2.    | Counter Logic Gaming | 13 - 5  |
| 3.    | Team Impulse         | 12 - 6  |
| 4.    | Team Gravity         | 12 - 6  |
| 5.    | Team SoloMid         | 11 - 7  |
| 6.    | Team Dignitas        | 10 - 8  |
| 7.    | Cloud9               | 06 - 12 |
| 8.    | Team 8               | 06 - 12 |
| 9.    | Enemy eSports        | 04 - 14 |
| 10.   | Team Dragon Knights  | 03 - 15 |

| Platz | Team                 | Preisgeld/Auswirkungen                                                     |
| ----- | -------------------- | -------------------------------------------------------------------------- |
| 1.    | Counter Logic Gaming | 50.000 $, qualifiziert für die WM                                          |
| 2.    | Team SoloMid         | 25.000 $, qualifiziert für die WM                                          |
| 3.    | Team Liquid          | 15.000 $                                                                   |
| 4.    | Team Impulse         | 10.000 $                                                                   |
| 5./6. | Team Dignitas        |                                                                            |
| 5./6. | Team Gravity         | verkauft an Echo Fox                                                       |
| 7.    | Cloud9               |                                                                            |
| 8.    | Team 8               | Relegation, LCS-Platz verteidigt, dann verkauft an Immortals               |
| 9.    | Enemy eSports        | Relegation, LCS-Platz verloren an Team Coast, dann verkauft an NRG eSports |
| 10.   | Team Dragon Knights  | Direkter Abstieg, LCS-Platz geht an LA Renegades                           |

| Auszeichnungen |                          | Team                 | Position |
| -------------- | ------------------------ | -------------------- | -------- |
| MVP            | Lee „Rush“ Yoon-jae      | Team Impulse         | Jungle   |
| Bester Rookie  | Kang „Move“ Min-su       | Team Gravity         | Jungle   |
| Bester Trainer | Zhang „Peter“ Yi         | Team Liquid          |          |
| All Pro Team   | Jeong „Impact“ Eon-young | Team Impulse         | Toplane  |
| All Pro Team   | Lee „Rush“ Yoon-jae      | Team Impulse         | Jungle   |
| All Pro Team   | Kim „FeniX“ Jae-hun      | Team Liquid          | Midlane  |
| All Pro Team   | Chae „Piglet“ Gwang-jin  | Team Liquid          | AD Carry |
| All Pro Team   | Zaqueri „Aphromoo“ Black | Counter Logic Gaming | Support  |

### 2016 Spring Split
| Platz | Team                 | Bilanz  |
| ----- | -------------------- | ------- |
| 1.    | Immortals            | 17 - 1  |
| 2.    | Counter Logic Gaming | 13 - 5  |
| 3.    | Cloud9               | 12 - 6  |
| 4.    | Team Liquid          | 10 - 8  |
| 5.    | NRG eSports          | 9 - 9   |
| 5.    | Team SoloMid         | 9 - 9   |
| 7.    | Echo Fox             | 06 - 12 |
| 8.    | LA Renegades         | 06 - 13 |
| 9.    | Team Impulse         | 05 - 14 |
| 10.   | Team Dignitas        | 04 - 14 |

| Platz | Team                 | Preisgeld/Auswirkungen                                                     |
| ----- | -------------------- | -------------------------------------------------------------------------- |
| 1.    | Counter Logic Gaming | 50.000 $, Qual. für das Midseason Invitational Tournament                  |
| 2.    | Team SoloMid         | 25.000 $,                                                                  |
| 3.    | Immortals            | 15.000 $                                                                   |
| 4.    | Team Liquid          | 10.000 $                                                                   |
| 5./6. | Cloud9               |                                                                            |
| 5./6. | NRG eSports          |                                                                            |
| 7.    | Echo Fox             |                                                                            |
| 8.    | LA Renegades         | Relegation, LCS-Platz verteidigt, dann gebannt und verkauft an Team EnVyUs |
| 9.    | Team Impulse         | Relegation, LCS-Platz verteidigt, dann gebannt und verkauft an Phoenix1    |
| 10.   | Team Dignitas        | Relegation, LCS-Platz verloren gegen Team Apex                             |

| Auszeichnungen |                           | Team        | Position |
| -------------- | ------------------------- | ----------- | -------- |
| MVP            | Kim „Reignover“ Yeu-jin   | Immortals   | Jungle   |
| Bester Rookie  | Joshua „Dardoch“ Hartnett | Team Liquid | Jungle   |
| Bester Trainer | Dylan „Dylan Falco“ Falco | Immortals   |          |
| All Pro Team   | Heo „Huni“ Seung-hoon     | Immortals   | Toplane  |
| All Pro Team   | Kim „Reignover“ Yeu-jin   | Immortals   | Jungle   |
| All Pro Team   | Nicolaj „Jensen“ Jensen   | Cloud9      | Midlane  |
| All Pro Team   | Jason „WildTurtle“ Tran   | Immortals   | AD Carry |
| All Pro Team   | Adrian „Adrian“ Ma        | Immortals   | Support  |

### 2016 Summer Split
| Platz | Team                 | Bilanz |
| ----- | -------------------- | ------ |
| 1.    | Team SoloMid         | 17 - 1 |
| 2.    | Immortals            | 16 - 2 |
| 3.    | Cloud9               | 12 - 6 |
| 4.    | Counter Logic Gaming | 10 - 8 |
| 5.    | Team Liquid          | 9 - 9  |
| 6.    | Team EnVyUs          | 8 - 10 |
| 7.    | Apex Gaming          | 8 - 10 |
| 8.    | Phoenix1             | 5 - 13 |
| 9.    | NRG eSports          | 4 - 14 |
| 10.   | Echo Fox             | 1 - 17 |

| Platz | Team                 | Preisgeld/Auswirkungen                                                                     |
| ----- | -------------------- | ------------------------------------------------------------------------------------------ |
| 1.    | Team SoloMid         | 50.000 $, qualifiziert für die WM, umbenannt zu TSM                                        |
| 2.    | Cloud9               | 25.000 $, qualifiziert für die WM                                                          |
| 3.    | Immortals            | 15.000 $                                                                                   |
| 4.    | Counter Logic Gaming | 10.000 $ qualifiziert für die WM                                                           |
| 5./6. | Team Liquid          |                                                                                            |
| 5./6. | Team EnVyUs          |                                                                                            |
| 7.    | Apex Gaming          | LCS-Platz verkauft an Team Dignitas                                                        |
| 8.    | Phoenix1             | Relegation, LCS-Platz verteidigt                                                           |
| 9.    | NRG eSports          | Relegation, LCS-Platz verloren an Cloud 9 Challenger, dann aufgekauft von FlyQuest eSports |
| 10.   | Echo Fox             | Relegation, LCS-Platz verteidigt                                                           |

| Auszeichnungen |                           | Team         | Position |
| -------------- | ------------------------- | ------------ | -------- |
| MVP            | Søren „Bjergsen“ Bjerg    | Team SoloMid | Jungle   |
| Bester Rookie  | Vincent „Biofrost“ Wang   | Team SoloMid | Support  |
| Bester Trainer | Parth „Parth“ Naidu       | Team SoloMid |          |
| All Pro Team   | Kevin „Hauntzer“ Yarnell  | Team SoloMid | Toplane  |
| All Pro Team   | Kim „Reignover“ Yeu-jin   | Immortals    | Jungle   |
| All Pro Team   | Søren „Bjergsen“ Bjerg    | Team SoloMid | Midlane  |
| All Pro Team   | Yiliang „Doublelift“ Peng | Team SoloMid | AD Carry |
| All Pro Team   | Vincent „Biofrost“ Wang   | Team SoloMid | Support  |

### 2017 Spring Split
| Platz | Team                 | Bilanz |
| ----- | -------------------- | ------ |
| 1.    | TSM                  | 15 - 3 |
| 2.    | Cloud9               | 14 - 4 |
| 3.    | Phoenix1             | 11 - 7 |
| 4.    | Counter Logic Gaming | 10 - 8 |
| 5.    | FlyQuest eSports     | 9 - 9  |
| 6.    | Team Dignitas        | 9 - 9  |
| 7.    | Immortals            | 8 - 10 |
| 8.    | Echo Fox             | 6 - 12 |
| 9.    | Team Liquid          | 5 - 13 |
| 10.   | Team EnVyUs          | 3 - 15 |

| Platz | Team                 | Preisgeld/Auswirkungen                                            |
| ----- | -------------------- | ----------------------------------------------------------------- |
| 1.    | TSM                  | 100.000 $, qualifiziert für das Midseason Invitational Tournament |
| 2.    | Cloud9               | 50.000 $                                                          |
| 3.    | Phoenix1             | 30.000 $                                                          |
| 4.    | FlyQuest eSports     | 20.000 $                                                          |
| 5/6.  | Counter Logic Gaming |                                                                   |
| 5/6.  | Team Dignitas        |                                                                   |
| 7/8.  | Immortals            |                                                                   |
| 7/8.  | Echo Fox             |                                                                   |
| 9.    | Team Liquid          | Relegation, LCS-Platz verteidigt                                  |
| 10.   | Team EnVyUs          | Relegation, LCS-Platz verteidigt                                  |

| Auszeichnungen |                                | Team        | Position |
| -------------- | ------------------------------ | ----------- | -------- |
| MVP            | Noh „Arrow“ Dong-hyeon         | Phoenix1    | AD Carry |
| Bester Rookie  | Juan Arturo „Contractz“ Garcia | Cloud9      | Jungle   |
| Bester Trainer | Bok „Reapered“ Han-gyu         | Cloud9      |          |
| All Pro Team   | Kevin „Hauntzer“ Yarnell       | TSM         | Toplane  |
| All Pro Team   | Nam „LirA“ Tae-yoo             | Team EnVyUs | Jungle   |
| All Pro Team   | Søren „Bjergsen“ Bjerg         | TSM         | Midlane  |
| All Pro Team   | Noh „Arrow“ Dong-hyeon         | Phoenix1    | AD Carry |
| All Pro Team   | Andy „Smoothie“ Ta             | Cloud9      | Support  |

### 2017 Summer Split
| Platz | Team                 | Bilanz |
| ----- | -------------------- | ------ |
| 1.    | Team SoloMid         | 14 - 4 |
| 2.    | Immortals            | 14 - 4 |
| 3.    | Cloud9               | 12 - 6 |
| 4.    | Counter Logic Gaming | 12 - 6 |
| 5.    | Team Dignitas        | 11 - 7 |
| 6.    | Team EnVyUs          | 8 - 10 |
| 7.    | FlyQuest eSports     | 8 - 10 |
| 8.    | Echo Fox             | 5 - 13 |
| 9.    | Phoenix1             | 4 - 14 |
| 10.   | Team Liquid          | 4 - 14 |

| Platz | Team                 | Preisgeld/Auswirkungen            |
| ----- | -------------------- | --------------------------------- |
| 1.    | Team SoloMid         | 100.000 $ qualifiziert für die WM |
| 2.    | Immortals            | 50.000 $ qualifiziert für die WM  |
| 3.    | Counter Logic Gaming | 30.000 $                          |
| 4.    | Team Dignitas        | 20.000 $                          |
| 5/6.  | Cloud9               | qualifiziert für die WM           |
| 5/6.  | Team EnVyUs          |                                   |
| 7/8.  | FlyQuest eSports     |                                   |
| 7/8.  | Echo Fox             |                                   |
| 9.    | Phoenix1             | Relegation, LCS-Platz verteidigt  |
| 10.   | Team Liquid          | Relegation, LCS-Platz verteidigt  |

| Auszeichnungen |                              | Team          | Position |
| -------------- | ---------------------------- | ------------- | -------- |
| MVP            | Søren „Bjergsen“ Bjerg       | TSM           | Midlane  |
| Bester Rookie  | Michael „MikeYeung“ Yeung    | Phoenix1      | Jungle   |
| Bester Trainer | Kim „SSONG“ Sang-soo         | Immortals     |          |
| All Pro Team   | Kim „Ssumday“ Chan-ho        | Team Dignitas | Toplane  |
| All Pro Team   | Jake Kevin „Xmithie“ Puchero | Immortals     | Jungle   |
| All Pro Team   | Nicolaj „Jensen“ Jensen      | Cloud9        | Midlane  |
| All Pro Team   | Yiliang „Doublelift“ Peng    | TSM           | AD Carry |
| All Pro Team   | Kim „Olleh“ Joo-sung         | Immortals     | Support  |

Im Sommer 2017 hat Riot angekündigt, im Jahr 2018 ein Franchising-System für Nordamerika einzuführen. Dieses sollte mit fairer Geldverteilung und der Entfernung der Relegation ein stabiles Gerüst für die Teams der Liga sein. Daher musste sich jedes Team für den nächsten Split bei Riot bewerben. Dabei bekamen Immortals, Team Dignitas, Team EnVyUs und Phoenix1 keinen Platz. So mussten vier Plätze für nächstes Jahr vergeben werden. Diese vier Teams waren OpTic Gaming, 100 Thieves, Golden Guardians und Clutch Gaming.

### 2018 Spring Split
| Platz | Team                 | Bilanz |
| ----- | -------------------- | ------ |
| 1.    | 100 Thieves          | 12 - 6 |
| 2.    | Echo Fox             | 12 - 6 |
| 3.    | Team SoloMid         | 11 - 7 |
| 4.    | Team Liquid          | 11 - 7 |
| 5.    | Cloud9               | 11 - 7 |
| 6.    | Clutch Gaming        | 11 - 7 |
| 7.    | Counter Logic Gaming | 7 - 11 |
| 8.    | FlyQuest eSports     | 6 - 12 |
| 9.    | OpTic Gaming         | 5 - 13 |
| 10.   | Golden Guardians     | 4 - 14 |

| Platz | Team                 | Preisgeld/Auswirkungen                                                  |
| ----- | -------------------- | ----------------------------------------------------------------------- |
| 1.    | Team Liquid          | 100.000 $, qualifiziert für das Mid-Season Invitational und Rift Rivals |
| 2.    | 100 Thieves          | 50.000 $, qualifiziert für Rift Rivals                                  |
| 3.    | Echo Fox             | 30.000 $, qualifiziert für Rift Rivals                                  |
| 4.    | Clutch Gaming        | 20.000 $                                                                |
| 5/6.  | Cloud9               |                                                                         |
| 5/6.  | Team SoloMid         |                                                                         |
| 7/8.  | Counter Logic Gaming |                                                                         |
| 7/8.  | FlyQuest eSports     |                                                                         |
| 9.    | OpTic Gaming         |                                                                         |
| 10.   | Golden Guardians     |                                                                         |

| Auszeichnungen |                           | Team        | Position |
| -------------- | ------------------------- | ----------- | -------- |
| MVP            | Zaqueri „Aphromoo“ Black  | 100 Thieves | Support  |
| Bester Rookie  | Eric „Licorice“ Ritchie   | Cloud9      | Top      |
| Bester Trainer | Neil „pr0lly“ Hammad      | 100 Thieves |          |
| All Pro Team   | Heo „Huni“ Seung-hoon     | Echo Fox    | Top      |
| All Pro Team   | Joshua „Dardoch“ Hartnett | Echo Fox    | Jungle   |
| All Pro Team   | Søren „Bjergsen“ Bjerg    | TSM         | Mid      |
| All Pro Team   | Liyu „Cody Sun“ Sun       | 100 Thieves | AD Carry |
| All Pro Team   | Zaqueri „Aphromoo“ Black  | 100 Thieves | Support  |

### 2018 Summer Split
| Platz | Team                 | Bilanz |
| ----- | -------------------- | ------ |
| 1.    | Team Liquid          | 12 - 6 |
| 2.    | Cloud9               | 11 - 7 |
| 3.    | 100 Thieves          | 10 - 8 |
| 4.    | Echo Fox             | 10 - 8 |
| 5.    | Team SoloMid         | 10 - 8 |
| 6.    | FlyQuest eSports     | 10 - 8 |
| 7.    | OpTic Gaming         | 9 - 9  |
| 8.    | Counter Logic Gaming | 7 - 11 |
| 9.    | Clutch Gaming        | 6 - 12 |
| 10.   | Golden Guardians     | 5 - 13 |

| Platz | Team                 | Preisgeld/Auswirkungen             |
| ----- | -------------------- | ---------------------------------- |
| 1.    | Team Liquid          | 100.000 $, qualifiziert für die WM |
| 2.    | Cloud9               | 50.000 $, qualifiziert für die WM  |
| 3.    | Team SoloMid         | 30.000 $                           |
| 4.    | 100 Thieves          | 20.000 $, qualifiziert für die WM  |
| 5/6.  | Echo Fox             |                                    |
| 5/6.  | FlyQuest eSports     |                                    |
| 7/8.  | OpTic Gaming         |                                    |
| 7/8.  | Counter Logic Gaming |                                    |
| 9.    | Clutch Gaming        |                                    |
| 10.   | Golden Guardians     |                                    |

| Auszeichnungen |                              | Team        | Position |
| -------------- | ---------------------------- | ----------- | -------- |
| MVP            | Yiliang „Doublelift“ Peng    | Team Liquid | AD Carry |
| Bester Rookie  | Robert „Blaber“ Huang        | Cloud9      | Jungle   |
| Bester Trainer | Bok „Reapered“ Han-gyu       | Cloud9      |          |
| All Pro Team   | Kim „Ssumday“ Chan-ho        | 100 Thieves | Top      |
| All Pro Team   | Jake Kevin „Xmithie“ Puchero | Team Liquid | Jungle   |
| All Pro Team   | Nicolaj „Jensen“ Jensen      | Cloud9      | Mid      |
| All Pro Team   | Yiliang „Doublelift“ Peng    | Team Liquid | AD Carry |
| All Pro Team   | Zaqueri „Aphromoo“ Black     | 100 Thieves | Support  |

### 2019 Spring Split
| Platz | Team                 | Bilanz |
| ----- | -------------------- | ------ |
| 1.    | Team Liquid          | 14 - 4 |
| 2.    | Cloud9               | 14 - 4 |
| 3.    | Team SoloMid         | 13 - 5 |
| 4.    | FlyQuest eSports     | 9 - 9  |
| 5.    | Golden Guardians     | 9 - 9  |
| 6.    | Echo Fox             | 8 - 10 |
| 7.    | Counter Logic Gaming | 7 - 11 |
| 8.    | OpTic Gaming         | 7 - 11 |
| 9.    | Clutch Gaming        | 5 - 13 |
| 10.   | 100 Thieves          | 4 - 14 |

| Platz | Team                 | Preisgeld/Auswirkungen                                                  |
| ----- | -------------------- | ----------------------------------------------------------------------- |
| 1.    | Team Liquid          | 100.000 $, qualifiziert für das Mid-Season Invitational und Rift Rivals |
| 2.    | Team SoloMid         | 50.000 $, qualifiziert für Rift Rivals                                  |
| 3.    | Cloud9               | 25.000 $, qualifiziert für Rift Rivals                                  |
| 4.    | FlyQuest eSports     | 25.000 $                                                                |
| 5/6.  | Golden Guardians     |                                                                         |
| 5/6.  | Echo Fox             |                                                                         |
| 7/8.  | Counter Logic Gaming |                                                                         |
| 7/8.  | OpTic Gaming         |                                                                         |
| 9.    | Clutch Gaming        |                                                                         |
| 10.   | 100 Thieves          |                                                                         |

| Auszeichnungen |                              | Team             | Position |
| -------------- | ---------------------------- | ---------------- | -------- |
| MVP            | Jo „CoreJJ“ Yong-In          | Team Liquid      | Support  |
| Bester Rookie  | Omran „V1per“ Shoura         | FlyQuest eSports | Top      |
| Bester Trainer | Bok „Reapered“ Han-gyu       | Cloud9           |          |
| All Pro Team   | Eric „Licorice“ Ritchie      | Cloud9           | Top      |
| All Pro Team   | Jake Kevin „Xmithie“ Puchero | Team Liquid      | Jungle   |
| All Pro Team   | Søren „Bjergsen“ Bjerg       | Team SoloMid     | Mid      |
| All Pro Team   | Yiliang „Doublelift“ Peng    | Team Liquid      | AD Carry |
| All Pro Team   | Jo „CoreJJ“ Yong-In          | Team Liquid      | Support  |

### 2019 Summer Split
| Platz | Team                 | Bilanz |
| ----- | -------------------- | ------ |
| 1.    | Team Liquid          | 14 - 4 |
| 2.    | Cloud9               | 12 - 6 |
| 3.    | Counter Logic Gaming | 12 - 6 |
| 4.    | Team SoloMid         | 10 - 8 |
| 5.    | Clutch Gaming        | 9 - 9  |
| 6.    | OpTic Gaming         | 8 - 10 |
| 7.    | Golden Guardians     | 8 - 10 |
| 8.    | 100 Thieves          | 8 - 10 |
| 9.    | FlyQuest eSports     | 5 - 13 |
| 10.   | Echo Fox             | 4 - 14 |

| Platz | Team                 | Preisgeld/Auswirkungen                                                    |
| ----- | -------------------- | ------------------------------------------------------------------------- |
| 1.    | Team Liquid          | 100.000 $, qualifiziert für die WM                                        |
| 2.    | Cloud9               | 50.000 $, qualifiziert für die WM                                         |
| 3.    | Counter Logic Gaming | 25.000 $                                                                  |
| 4.    | Clutch Gaming        | 25.000 $, qualifiziert für die WM, LCS-Platz übernommen von Team Dignitas |
| 5/6.  | Team SoloMid         |                                                                           |
| 5/6.  | OpTic Gaming         | LCS-Platz verkauft an Immortals                                           |
| 7/8.  | Golden Guardians     |                                                                           |
| 7/8.  | 100 Thieves          |                                                                           |
| 9.    | FlyQuest eSports     |                                                                           |
| 10.   | Echo Fox             | gebannt und verkauft an Evil Geniuses                                     |

| Auszeichnungen |                             | Team        | Position |
| -------------- | --------------------------- | ----------- | -------- |
| MVP            | Dennis „Svenskeren“ Johnsen | Cloud9      | Jungle   |
| Bester Rookie  | Aaron „FakeGod“ Lee         | 100 Thieves | Top      |
| Bester Trainer | Jang „Cain“ Nu-ri           | Team Liquid |          |
| All Pro Team   | Jeong „Impact“ Eon-young    | Team Liquid | Top      |
| All Pro Team   | Dennis „Svenskeren“ Johnsen | Cloud9      | Jungle   |
| All Pro Team   | Nicolaj „Jensen“ Jensen     | Team Liquid | Mid      |
| All Pro Team   | Yiliang „Doublelift“ Peng   | Team Liquid | AD Carry |
| All Pro Team   | Jo „CoreJJ“ Yong-In         | Team Liquid | Support  |

### 2020 Spring Split
| Platz | Team                 | Bilanz |
| ----- | -------------------- | ------ |
| 1.    | Cloud9               | 17 - 1 |
| 2.    | Evil Geniuses        | 10 - 8 |
| 3.    | 100 Thieves          | 10 - 8 |
| 4.    | FlyQuest eSports     | 10 - 8 |
| 5.    | Team SoloMid         | 9 - 9  |
| 6.    | Golden Guardians     | 8 - 10 |
| 7.    | Dignitas             | 8 - 10 |
| 8.    | Immortals            | 8 - 10 |
| 9.    | Team Liquid          | 7 - 11 |
| 10.   | Counter Logic Gaming | 3 - 15 |

| Platz | Team                 | Preisgeld/Auswirkungen          |
| ----- | -------------------- | ------------------------------- |
| 1.    | Cloud9               | 100.000 $, qualifiziert für MSI |
| 2.    | FlyQuest eSports     | 50.000 $                        |
| 3.    | Evil Geniuses        | 30.000 $                        |
| 4.    | Team SoloMid         | 20.000 $                        |
| 5/6.  | Golden Guardians     |                                 |
| 5/6.  | 100 Thieves          |                                 |
| 7.    | Dignitas             |                                 |
| 8.    | Immortals            |                                 |
| 9.    | Team Liquid          |                                 |
| 10.   | Counter Logic Gaming |                                 |

| Auszeichnungen   |                            | Team   | Position |
| ---------------- | -------------------------- | ------ | -------- |
| MVP              | Robert „Blaber“ Huang      | Cloud9 | Jungle   |
| Bester Trainer   | Bok „Reapered“ Han-gyu     | Cloud9 |          |
| 1st All Pro Team | Eric „Licorice“ Ritchie    | Cloud9 | Top      |
| 1st All Pro Team | Robert „Blaber“ Huang      | Cloud9 | Jungle   |
| 1st All Pro Team | Yasin „Nisqy“ Dinçer       | Cloud9 | Mid      |
| 1st All Pro Team | Jesper „Zven“ Svenningsen  | Cloud9 | AD Carry |
| 1st All Pro Team | Philippe „Vulcan“ Laflamme | Cloud9 | Support  |

### 2020 Summer Split
| Platz | Team                 | Bilanz |
| ----- | -------------------- | ------ |
| 1.    | Team Liquid          | 15 - 3 |
| 2.    | Cloud9               | 13 - 5 |
| 3.    | FlyQuest eSports     | 12 - 6 |
| 4.    | Team SoloMid         | 12 - 6 |
| 5.    | Golden Guardians     | 9 - 9  |
| 6.    | Evil Geniuses        | 8 - 10 |
| 7.    | 100 Thieves          | 7 - 11 |
| 8.    | Dignitas             | 5 - 13 |
| 9.    | Counter Logic Gaming | 5 - 13 |
| 10.   | Immortals            | 4 - 14 |

| Platz | Team                 | Preisgeld/Auswirkungen             |
| ----- | -------------------- | ---------------------------------- |
| 1.    | Team SoloMid         | 100.000 $, qualifiziert für die WM |
| 2.    | FlyQuest eSports     | 50.000 $, qualifiziert für die WM  |
| 3.    | Team Liquid          | 30.000 $, qualifiziert für die WM  |
| 4.    | Cloud9               | 20.000 $                           |
| 5/6.  | Evil Geniuses        |                                    |
| 5/6.  | Golden Guardians     |                                    |
| 7/8.  | 100 Thieves          |                                    |
| 7/8.  | Dignitas             |                                    |
| 9.    | Counter Logic Gaming |                                    |
| 10.   | Immortals            |                                    |

| Auszeichnungen   |                           | Team         | Position |
| ---------------- | ------------------------- | ------------ | -------- |
| MVP              | Jo „CoreJJ“ Yong-in       | Team Liquid  | Support  |
| Bester Trainer   | Joshua „Jatt“ Leesman     | Team Liquid  |          |
| 1st All Pro Team | Eric „Licorice“ Ritchie   | Cloud9       | Top      |
| 1st All Pro Team | Robert „Blaber“ Huang     | Cloud9       | Jungle   |
| 1st All Pro Team | Søren „Bjergsen“ Bjerg    | Team SoloMid | Mid      |
| 1st All Pro Team | Jesper „Zven“ Svenningsen | Cloud9       | AD Carry |
| 1st All Pro Team | Jo „CoreJJ“ Yong-in       | Team Liquid  | Support  |

### 2021 Spring Split
| Platz | Team                 | Bilanz |
| ----- | -------------------- | ------ |
| 1.    | Cloud9               | 13 - 5 |
| 2.    | Team SoloMid         | 12 - 6 |
| 3.    | Team Liquid          | 12 - 6 |
| 4.    | 100 Thieves          | 11 - 7 |
| 5.    | Dignitas             | 11 - 7 |
| 6.    | Evil Geniuses        | 10 - 8 |
| 7.    | Immortals            | 7 - 11 |
| 8.    | FlyQuest eSports     | 6 - 12 |
| 9.    | Counter Logic Gaming | 5 - 13 |
| 10.   | Golden Guardians     | 3 - 15 |

| Platz | Team                 | Preisgeld/Auswirkungen |
| ----- | -------------------- | ---------------------- |
| 1.    | Cloud9               | qualifiziert für MSI   |
| 2.    | Team Liquid          |                        |
| 3.    | Team SoloMid         |                        |
| 4.    | 100 Thieves          |                        |
| 5/6.  | Evil Geniuses        |                        |
| 5/6.  | Dignitas             |                        |
| 7.    | Immortals            |                        |
| 8.    | FlyQuest eSports     |                        |
| 9.    | Counter Logic Gaming |                        |
| 10.   | Golden Guardians     |                        |

| Auszeichnungen   |                           | Team        | Position |
| ---------------- | ------------------------- | ----------- | -------- |
| MVP              | Robert „Blaber“ Huang     | Cloud9      | Jungle   |
| 1st All Pro Team | Barney „Alphari“ Morris   | Team Liquid | Top      |
| 1st All Pro Team | Robert „Blaber“ Huang     | Cloud9      | Jungle   |
| 1st All Pro Team | Luka „Perkz“ Perković     | Cloud9      | Mid      |
| 1st All Pro Team | Jesper „Zven“ Svenningsen | Cloud9      | AD Carry |
| 1st All Pro Team | Jo „CoreJJ“ Yong-in       | Team Liquid | Support  |

### 2021 Summer Split
Einmalige Änderung des Formats:
- Teilnehmende Teams: 10
- Modus: Triple Round Robin
- Spiele: Best-of-One
- Übernahme von Ergebnissen: Ergebnisse aus dem Frühjahrs-Split werden übernommen
- Qualifikation für die Meisterschaft: Die besten 8 Teams qualifizieren sich
- Startplätze in der Meisterschaft:
  -   Die besten 2 Teams beginnen in Runde 2 der oberen K.o.-Runde
  -   Die Teams auf den Plätzen 3 bis 6 starten in Runde 1 der oberen K.o.-Runde
  -   Die Teams auf den Plätzen 7 und 8 starten in Runde 1 der unteren K.o.-Runde

| Platz | Team                 | Bilanz  |
| ----- | -------------------- | ------- |
| 1.    | Team SoloMid         | 18 - 9  |
| 2.    | 100 Thieves          | 18 - 9  |
| 3.    | Evil Geniuses        | 18 - 9  |
| 4.    | Cloud9               | 15 - 12 |
| 5.    | Team Liquid          | 15 - 12 |
| 6.    | Dignitas             | 12 - 15 |
| 7.    | Immortals            | 13 - 14 |
| 8.    | Golden Guardians     | 11 - 16 |
| 9.    | FlyQuest eSports     | 8 - 19  |
| 10.   | Counter Logic Gaming | 7 - 20  |

| Platz | Team                 | Preisgeld/Auswirkungen                |
| ----- | -------------------- | ------------------------------------- |
| 1.    | 100 Thieves          | qualifiziert für die WM               |
| 2.    | Team Liquid          | qualifiziert für die WM               |
| 3.    | Cloud9               | qualifiziert für die WM Play-In Stage |
| 4.    | Team SoloMid         |                                       |
| 5/6.  | Evil Geniuses        |                                       |
| 5/6.  | Immortals            |                                       |
| 7/8.  | Dignitas             |                                       |
| 7/8.  | Golden Guardians     |                                       |
| 9.    | FlyQuest eSports     |                                       |
| 10.   | Counter Logic Gaming |                                       |

Dignitas wird in der Regular Season über Immortals gelistet, da diese mehr individuelle Spiele gewonnen haben.
| Auszeichnungen   |                            | Team          | Position |
| ---------------- | -------------------------- | ------------- | -------- |
| MVP              | Mingyi „Spica“ Lu          | Team SoloMid  | Jungle   |
| 1st All Pro Team | Ibrahim „Fudge“ Allami     | Cloud9        | Top      |
| 1st All Pro Team | Mingyi „Spica“ Lu          | Team SoloMid  | Jungle   |
| 1st All Pro Team | Daniele „Jiizuke“ di Mauro | Evil Geniuses | Mid      |
| 1st All Pro Team | Ian Victor „FBI“ Huang     | 100 Thieves   | AD Carry |
| 1st All Pro Team | Jo „CoreJJ“ Yong-in        | Team Liquid   | Support  |

### Spring Split 2022
| Platz | Team                 | Bilanz |
| ----- | -------------------- | ------ |
| 1.    | Team Liquid          | 14 - 4 |
| 2.    | Cloud9               | 13 - 5 |
| 3.    | 100 Thieves          | 12 - 6 |
| 4.    | Evil Geniuses        | 9 - 9  |
| 5.    | FlyQuest eSports     | 9 - 9  |
| 6.    | Golden Guardians     | 9 - 9  |
| 7.    | Dignitas             | 8 - 10 |
| 8.    | Counter Logic Gaming | 6 - 12 |
| 9.    | Team SoloMid         | 5 - 13 |
| 10.   | Immortals            | 5 - 13 |

| Platz | Team                 | Preisgeld/Auswirkungen          |
| ----- | -------------------- | ------------------------------- |
| 1.    | Evil Geniuses        | 100.000 $, qualifiziert für MSI |
| 2.    | 100 Thieves          | 50.000 $                        |
| 3.    | Team Liquid          | 30.000 $                        |
| 4.    | Cloud9               | 20.000 $                        |
| 5/6.  | Golden Guardians     |                                 |
| 5/6.  | FlyQuest eSports     |                                 |
| 7.    | Dignitas             |                                 |
| 8.    | Counter Logic Gaming |                                 |
| 9.    | Team SoloMid         |                                 |
| 10.   | Immortals            |                                 |

| Auszeichnungen   |                        | Team        | Position |
| ---------------- | ---------------------- | ----------- | -------- |
| MVP              | Park „Summit“ Woo-tae  | Cloud9      | Top      |
| 1st All Pro Team | Park „Summit“ Woo-tae  | Cloud9      | Top      |
| 1st All Pro Team | Robert „Blaber“ Huang  | Cloud9      | Jungle   |
| 1st All Pro Team | Søren „Bjergsen“ Bjerg | Team Liquid | Mid      |
| 1st All Pro Team | Steven „Hans Sama“ Liv | Team Liquid | AD Carry |
| 1st All Pro Team | Jo „CoreJJ“ Yong-in    | Team Liquid | Support  |

### Summer Split 2022
| Platz | Team                 | Bilanz |
| ----- | -------------------- | ------ |
| 1.    | Evil Geniuses        | 15 - 3 |
| 2.    | 100 Thieves          | 14 - 4 |
| 3.    | Team Liquid          | 12 - 6 |
| 4.    | Counter Logic Gaming | 11 - 7 |
| 5.    | Cloud9               | 10 - 8 |
| 6.    | FlyQuest eSports     | 10 - 8 |
| 7.    | Team SoloMid         | 6 - 12 |
| 8.    | Golden Guardians     | 5 - 13 |
| 9.    | Immortals            | 4 - 14 |
| 10.   | Dignitas             | 3 - 15 |

| Platz | Team                 | Preisgeld/Auswirkungen                |
| ----- | -------------------- | ------------------------------------- |
| 1.    | Cloud9               | qualifiziert für die WM               |
| 2.    | 100 Thieves          | qualifiziert für die WM               |
| 3.    | Evil Geniuses        | qualifiziert für die WM Play-In Stage |
| 4.    | Team Liquid          |                                       |
| 5/6.  | Counter Logic Gaming |                                       |
| 5/6.  | Team SoloMid         |                                       |
| 7/8.  | FlyQuest eSports     |                                       |
| 7/8.  | Golden Guardians     |                                       |
| 9.    | Immortals            |                                       |
| 10.   | Dignitas             |                                       |

| Auszeichnungen   |                            | Team          | Position |
| ---------------- | -------------------------- | ------------- | -------- |
| MVP              | Kacper „Inspired“ Słoma    | Evil Geniuses | Jungle   |
| 1st All Pro Team | Kim „Ssumday“ Chan-ho      | 100 Thieves   | Top      |
| 1st All Pro Team | Kacper „Inspired“ Słoma    | Evil Geniuses | Jungle   |
| 1st All Pro Team | Joseph „Jojopyun“ Pyun     | Evil Geniuses | Mid      |
| 1st All Pro Team | Kyle „Danny“ Sakamaki      | Evil Geniuses | AD Carry |
| 1st All Pro Team | Philippe „VULCAN“ Laflamme | Evil Geniuses | Support  |

### Spring Split 2023
| Platz | Team                 | Bilanz |
| ----- | -------------------- | ------ |
| 1.    | Cloud9               | 14 - 4 |
| 2.    | FlyQuest eSports     | 14 - 4 |
| 3.    | 100 Thieves          | 10 - 8 |
| 4.    | Counter Logic Gaming | 10 - 8 |
| 5.    | Evil Geniuses        | 10 - 8 |
| 6.    | Golden Guardians     | 9 - 9  |
| 7.    | Team SoloMid         | 8 - 10 |
| 8.    | Team Liquid          | 8 - 10 |
| 9.    | Immortals            | 4 - 14 |
| 10.   | Dignitas             | 3 - 15 |

| Platz | Team                 | Preisgeld/Auswirkungen          |
| ----- | -------------------- | ------------------------------- |
| 1.    | Cloud9               | 100.000 $, qualifiziert für MSI |
| 2.    | Golden Guardians     | 50.000 $                        |
| 3.    | FlyQuest eSports     | 30.000 $                        |
| 4.    | Evil Geniuses        | 20.000 $                        |
| 5/6.  | Counter Logic Gaming |                                 |
| 5/6.  | 100 Thieves          |                                 |
| 7.    | Team SoloMid         |                                 |
| 8.    | Team Liquid          |                                 |
| 9.    | Immortals            |                                 |
| 10.   | Dignitas             |                                 |

| Auszeichnungen   |                            | Team             | Position |
| ---------------- | -------------------------- | ---------------- | -------- |
| MVP              | Kim „Berserker“ Min-cheol  | Cloud9           | AD Carry |
| 1st All Pro Team | Ibrahim „Fudge“ Allami     | Cloud9           | Top      |
| 1st All Pro Team | Robert „Blaber“ Huang      | Cloud9           | Jungle   |
| 1st All Pro Team | Kim „Gori“ Tae-woo         | Golden Guardians | Mid      |
| 1st All Pro Team | Kim „Berserker“ Min-cheol  | Cloud9           | AD Carry |
| 1st All Pro Team | Philippe „VULCAN“ Laflamme | Evil Geniuses    | Support  |

### Summer Split 2023
| Platz | Team             | Bilanz |
| ----- | ---------------- | ------ |
| 1.    | Cloud9           | 13 - 5 |
| 2.    | Golden Guardians | 13 - 5 |
| 3.    | Evil Geniuses    | 12 - 6 |
| 4.    | Team Liquid      | 10 - 8 |
| 5.    | NRG Esports      | 9 - 9  |
| 6.    | Team SoloMid     | 8 - 10 |
| 7.    | Dignitas         | 7 - 11 |
| 8.    | 100 Thieves      | 7 - 11 |
| 9.    | FlyQuest eSports | 6 - 12 |
| 10.   | Immortals        | 5 - 13 |

| Platz | Team             | Preisgeld/Auswirkungen                    |
| ----- | ---------------- | ----------------------------------------- |
| 1.    | NRG Esports      | qualifiziert für die WM                   |
| 2.    | Cloud9           | qualifiziert für die WM                   |
| 3.    | Team Liquid      | qualifiziert für die WM                   |
| 4.    | Golden Guardians | qualifiziert für die WM Qualifying Series |
| 5/6.  | Evil Geniuses    |                                           |
| 5/6.  | Dignitas         |                                           |
| 7/8.  | Team SoloMid     |                                           |
| 7/8.  | 100 Thieves      |                                           |
| 9.    | FlyQuest eSports |                                           |
| 10.   | Immortals        |                                           |

NRG Esports übernimmt den Platz von  Counter Logic Gaming
| Auszeichnungen   |                           | Team             | Position |
| ---------------- | ------------------------- | ---------------- | -------- |
| MVP              | Joseph „Jojopyun“ Pyun    | Evil Geniuses    | Mid      |
| 1st All Pro Team | Eric „Licorice“ Ritchie   | Golden Guardians | Top      |
| 1st All Pro Team | Robert „Blaber“ Huang     | Cloud9           | Jungle   |
| 1st All Pro Team | Joseph „Jojopyun“ Pyun    | Evil Geniuses    | Mid      |
| 1st All Pro Team | Kim „Berserker“ Min-cheol | Cloud9           | AD Carry |
| 1st All Pro Team | Choi „huhi“ Jae-hyun      | Golden Guardians | Support  |

### Spring Split 2024
Die Liga ist restrukturiert und beinhaltet ab sofort nur noch 8 Teams.
Golden Guardians und Evil Geniuses verlassen die Liga und Shopify Rebellion übernimmt den Platz von  Team SoloMid
| Platz | Team              | Bilanz |
| ----- | ----------------- | ------ |
| 1.    | FlyQuest eSports  | 10 - 4 |
| 2.    | 100 Thieves       | 10 - 4 |
| 3.    | Cloud9            | 8 - 6  |
| 4.    | Team Liquid       | 7 - 7  |
| 5.    | Dignitas          | 6 - 8  |
| 6.    | NRG Esports       | 6 - 8  |
| 7.    | Shopify Rebellion | 5 - 9  |
| 8.    | Immortals         | 4 - 10 |

| Platz | Team              | Preisgeld/Auswirkungen                       |
| ----- | ----------------- | -------------------------------------------- |
| 1.    | Team Liquid       | 100.000 $, qualifiziert für MSI              |
| 2.    | FlyQuest eSports  | 50.000 $, qualifiziert für MSI Play-In Stage |
| 3.    | Cloud9            | 30.000 $                                     |
| 4.    | 100 Thieves       | 20.000 $                                     |
| 5/6.  | NRG Esports       |                                              |
| 5/6.  | Dignitas          |                                              |
| 7.    | Shopify Rebellion |                                              |
| 8.    | Immortals         |                                              |

| Auszeichnungen   |                        | Team              | Position |
| ---------------- | ---------------------- | ----------------- | -------- |
| MVP              | Lim „Quid“ Hyeon-seung | 100 Thieves       | Mid      |
| 1st All Pro Team | Gabriël „Bwipo“ Rau    | FlyQuest eSports  | Top      |
| 1st All Pro Team | Kim „River“ Dong-woo   | 100 Thieves       | Jungle   |
| 1st All Pro Team | Lim „Quid“ Hyeon-seung | 100 Thieves       | Mid      |
| 1st All Pro Team | Ju „Bvoy“ Yeong-hoon   | Shopify Rebellion | AD Carry |
| 1st All Pro Team | Alan „Busio“ Cwalina   | FlyQuest eSports  | Support  |

### Summer Split 2024
| Platz | Team              | Bilanz |
| ----- | ----------------- | ------ |
| 1.    | Team Liquid       | 7 - 0  |
| 2.    | Cloud9            | 6 - 1  |
| 3.    | FlyQuest eSports  | 5 - 2  |
| 4.    | Dignitas          | 3 - 4  |
| 5.    | 100 Thieves       | 3 - 4  |
| 6.    | NRG Esports       | 2 - 5  |
| 7.    | Shopify Rebellion | 1 - 6  |
| 8.    | Immortals         | 1 - 6  |

| Platz | Team              | Preisgeld/Auswirkungen                |
| ----- | ----------------- | ------------------------------------- |
| 1.    | FlyQuest eSports  | qualifiziert für die WM               |
| 2.    | Team Liquid       | qualifiziert für die WM               |
| 3.    | 100 Thieves       | qualifiziert für die WM Play-In Stage |
| 4.    | Cloud9            |                                       |
| 5/6.  | Dignitas          |                                       |
| 5/6.  | NRG Esports       |                                       |
| 7.    | Shopify Rebellion |                                       |
| 8.    | Immortals         |                                       |

| Auszeichnungen   |                          | Team        | Position |
| ---------------- | ------------------------ | ----------- | -------- |
| MVP              | Jeong „Impact“ Eon-young | Team Liquid | Top      |
| 1st All Pro Team | Jeong „Impact“ Eon-young | Team Liquid | Top      |
| 1st All Pro Team | Robert „Blaber“ Huang    | Cloud9      | Jungle   |
| 1st All Pro Team | Eain „APA“ Stearns       | Team Liquid | Mid      |
| 1st All Pro Team | Sean „Yeon“ Sung         | Team Liquid | AD Carry |
| 1st All Pro Team | Jo „CoreJJ“ Yong-in      | Team Liquid | Support  |